# Молодість за страховкою
«Молодість за страховкою» («Wild Oats») — американська кінокомедія 2016 року, знятий режисером Енді Теннант, з Демі Мур і Ширлі Маклейн у головних ролях.

## Сюжет
Ева помилково отримує чек від страхової компанії на 5 мільйонів, замість 50 тисяч доларів. Піддавшись на умовляння своєї лихої подруги, вона переводить усю суму в готівку, і подруги йдуть у відрив: рейс на Канари першим класом, президентський люкс, зухвалі знайомства, гра в казино — словом, усе йшло, як по маслу, аж доки не сталися… Переслідування страхового агента, викрадення подруг шахраями, втрата грошей, лігво найзапеклішого злочинця, загроза в'язниці та багато чого іншого! Такого дівич-вечора ми ще не бачили.

## У ролях
- Демі Мур — Крістал
- Джессіка Ленг — Медді
- Ширлі Маклейн — Ева Міллер
- Біллі Коннолі — головна роль
- Ребекка Да Коста — Флавія
- Джадд Гірш — роль другого плану
- Метт Волш — роль другого плану
- Говард Гессеман — роль другого плану
- Стефані Бічем — Теммі
- Сантьяго Сегура — роль другого плану
- Ейлін Грабба — місіс Крімс
- Лоуренс Тернер — епізод
- Венсан Де Пол — епізод
- Джилліен Батерсон — Джойс
- Хуліан Вільягран — епізод
- Птолемі Слокам — Люк
- Джеральдіна Сінгер — епізод
- Ману Фуйола — епізод
- Колін Вокер — епізод
- Тоні Акоста — епізод
- Морган Дірі — епізод
- Роземберг Сальгадо — таксист
- Марні Карпентер — офіціантка

## Знімальна група
- Режисер — Енді Теннант
- Сценарій — Ґері Канью, Клаудія Майєрс
- Продюсери — Блайт Френк, Лукас Джарах, Кіп Конвайзер, Кріс Ранта, Ніколас Вайнберг, Ден Зіссон
- Оператор-постановник — Хосе Луїс Алкайне
- Монтаж — Трейсі Вадмор-Сміт
- Композитор — Джордж Фентон